# Гедеонов, Григорий Дмитриевич
Григорий Дмитриевич Гедеонов (1827—1883) — русский морской офицер, вышел в отставку в чине контр-адмирала. Герой Севастопольской обороны, георгиевский кавалер.

## Биография
Родился 26 января 1827 года, сын титулярного советника, происходил из старинного дворянского рода Смоленской губернии.
Образование получил в Морском кадетском корпусе, 3 января 1843 года произведён в гардемарины. 1 августа 1845 года произведён в мичманы (по данным Ф. Ф. Веселаго из «Общего морского списка», однако он же сообщает, что в мичманы Гедеонов был произведён из фельдфебелей, однако выпущен во флот не был, поскольку был оставлен при корпусе в офицерском классе. В 1845—1852 годах на различных кораблях крейсировал в Балтийском море, 13 июня 1848 года произведён в лейтенанты.
В 1853 году переведён на Черноморский флот, был зачислен в 13-й флотский экипаж, командовал фрегатом «Коварна». Принимал участие в обороне Севастополя от союзных англо-франко-турецких сил. С 10 сентября 1854 года по 5 января 1855 года стоял на севастопольском рейде, а после затопления флота командовал береговой батареей Шемякина № 26. Был ранен и контужен. За многочисленные боевые отличия получил несколько орденов, включая орден Св. Георгия IV класса:
В воздаяние подвигов особенной храбрости, оказанных им по командованию батареями при обороне, в последнее время, г. Севастополя.
По окончании Крымской войны вернулся на Балтийский флот, командовал винтовой канонерской лодкой «Марево». 5 января 1857 года назначен старшим офицером корабля «Память Азова» с переводом в 12-й флотский экипаж. 21 февраля 1859 года уволен с действительной службы для службы на коммерческих судах, 8 сентября того же года произведён в капитан-лейтенанты. 16 мая 1861 года вернулся на действительную службу и был зачислен в 45-й флотский экипаж. Служил на Каспийской военной флотилии, где командовал транспортом «Калмык». С 1864 года вновь служил на Балтике, с 1865 года командовал шхуной «Бакан» и винтовым корветом «Посадник». 1 января 1867 года произведён в капитаны 2-го ранга и назначен командиром корвета «Боярин», с 1869 года командовал кораблём «Император Николай I». 20 апреля 1869 года произведён в капитаны 1-го ранга. С 1874 года командовал кораблём «Ретвизан».
19 мая 1880 года был уволен в отставку с производством в контр-адмиралы. Скончался 6 апреля 1883 года.

## Награды
Среди прочих наград Гедеонов имел ордена:
- Орден Святой Анны 3-й степени с бантом (1854 год)
- Орден Святого Владимира 4-й степени с бантом (1855 год)
- Орден Святого Георгия IV класса (16 ноября 1855 года, № 9622 по кавалерскому списку Григоровича — Степанова)
- Орден Святого Станислава 2-й степени (1856 год) с пожалованием 16 апреля 1872 года императорской короны.